# Mangora sobradinho
Mangora sobradinho là một loài nhện trong họ Araneidae.
Loài này thuộc chi Mangora. Mangora sobradinho được Herbert Walter Levi miêu tả năm 2007.